# 雷弗氏病
雷弗氏症（Lev's disease），或稱勒內格爾-雷弗氏症候群（Lenegre-Lev syndrome），是一種常見於年長者的後天性全心傳導阻滯症。疾病是因心臟電傳導系統特發性的纖維化及鈣化所致。
其中一型雷弗氏症與SCN5A有關。

## 歷史
本疾病最初於1964年由莫里斯·雷弗（Maurice Lev）及尚·勒內格爾（Jean Lenègre）兩人分別獨立提出。

## 相關症狀
雷弗氏症可能會導致亞當斯-斯托克斯病發作，症狀包含因房室脈搏阻斷導致的短暫意識喪失及心率下降。須注意勿與心室顫動或心收縮不全導致的心率下降混淆。